# 范昆
范昆（?—?），西汉官员，汉武帝时任光禄大夫。
天汉年间，因为战争频繁，赋役苛重，齐国（治今山东省淄博市临淄区）、楚国（治今江苏省徐州市）、燕国（治今北京市）、赵国（治今河北省邯郸市）各地小规模农民起义纷起，杀郡守、都尉，攻占城邑。汉武帝开始派御史中丞、丞相长史督兵攻打，不能取胜。于是任命范昆与张德等为绣衣御史，持虎符发兵围剿。一地诛杀至一万多人。经过几年後，起义首领多被诛杀，但义军往往继续反抗。汉武帝颁布沉命法，规定民乱不能被镇压，负责的官吏都要被处死。各地官吏害怕被杀，于是上下瞒报。

### 书籍
- 《汉书》 卷九十 酷吏传第六十